# فيلق القدس
فيلق القدس (بالفارسية: نيروی قدس) أو قوة القدس (بالفارسية: سپاه قدس) هي وحدة قوات خاصة للحرس الثوري الإيراني، ومسؤولة عن عمليات خارج الحدود الإقليمية. المسؤول الأول لفيلق القدس هو المرشد الأعلى للثورة الإسلامية علي خامنئي. وقائدُها الحالي إسماعيل قاآني. وتُعتبر المعلومات عن الفِرقة قليلة، حيث قُدِّر عدد أفراده بـ 18,000 جندي سنة 2007.

## التاريخ
أُنشِئ فيلق القدس في حرب الخليج الأولى كوحدة خاصة من قوات حرس الثورة الإسلامية. وذلك أثناء وبعد الحرب، وقد دَعمت هذه الوحدة الأكراد في حربهم ضد صدام حسين. كما وَسع فيلق القدس عملياته إلى أفغانستان المُجاورة، أبرَزُها كان بمُساعدة عبد العلي مزاري رئيس حزب الوحدة الشيعي ضد حكومة محمد نجيب الله. ثم بدأ بتمويل ودعم التحالف الشمالي بقيادة أحمد شاه مسعود ضد حركة طالبان.

## مهمات
حسب وثيقة سنة 1998 لإتحاد العلماء الأمريكيين: "التركيز الأساسي لفيلق القدس هو تدريب الجماعات الإرهابية الأصولية الإسلامية"، وينُص أيضاً على أن فيلق القُدس مُرتبط بمكاتب إيرانية لحركات التحرر، التي تُحافظ على بناء اتصالات مع مُنظمات المُقاومة الإسلامية تحت الأرض في جميع أنحاء العالم الإسلامي. في يناير 2010، وفقاً لمركز أبحاث أمريكي، تم توسيع مهمة فيلق القدس جنباً إلى جنب مع حزب الله حملة جديدة من الهجمات التي تشمل هيئات دولية أخرى غير الولايات المتحدة وإسرائيل.

## روابط خارجية
- الولايات المتحدة تطلق سراح تسعة إيرانيين في العراق